# Terremoto del mar Egeo de 2020
El terremoto del mar Egeo de 2020 fue un sismo de magnitud 7,0 que se produjo el viernes 30 de octubre, a unos 14 kilómetros al noreste de la isla de Samos  (Grecia), donde los edificios sufrieron daños y la Iglesia de la Virgen María en Karlovasi se derrumbó parcialmente. Se informó que numerosos edificios colapsaron en Bayraklı, İzmir. Distintas publicaciones en las redes sociales mostraban a personas caminando entre los escombros de los edificios derrumbados.

## Terremoto
El terremoto ocurrió como resultado de una falla normal a una profundidad de la corteza superficial dentro de la placa tectónica de Eurasia en el este del Mar Egeo, a unos 250 km al norte del límite de la placa principal más cercana. La magnitud del terremoto de acuerdo a CSEM y el USGS fue de 7.1 Mw. Según USGS, la profundidad del terremoto fue de 21 kilómetros. Tras el terremoto, Turquía se vio afectada por 114 réplicas.

## Tsunami
El terremoto desencadenó un tsunami que, según cálculos del Centro Alemán de Investigación de Geociencias, tuvo una ola con altura superior a los 1,5 metros.
Varias publicaciones en las redes sociales mostraron agua corriendo por las calles y puertos de la región luego del terremoto, junto con advertencias de tsunami emitidas para las islas de Ikaria, Kos, Chios y Samos. Seferihisar fue uno de los lugares afectados por el tsunami.

## Consecuencias

### Turquía

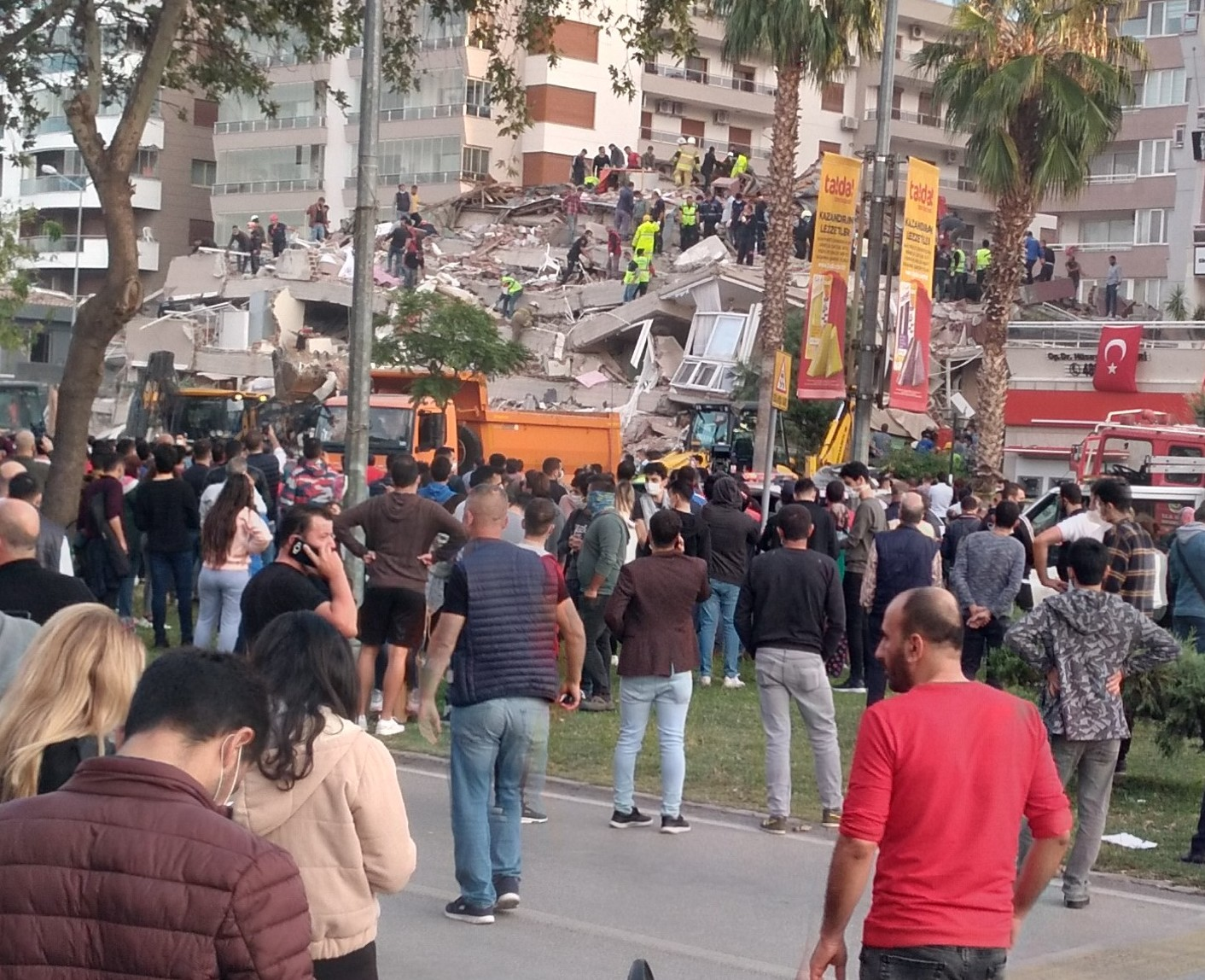
Edificio colapsado en Esmirna

Las provincias más afectadas por el terremoto fueron las de Esmirna y Aydin. El sismo cobró la vida de 51 personas y dejó a más de 896 heridos. Según los informes iniciales, 20 edificaciones resultaron derrumbadas. En Seferihisar el tsunami inundó las calles y las dejó con escombros.
Inicialmente, el ministro del Interior turco, Süleyman Soylu, declaró que al menos seis edificios fueron destruidos en Esmirna, pero el alcalde de la ciudad, Tunç Soyer, calculó el número de edificios destruidos más cerca de 20.

### Grecia
En Grecia se registraron 2 fallecidos y 10 heridos, fue la primera muerte provocada en un terremoto de ese país desde el que ocurrió en el año 2017. La iglesia de Panagia Theotokou en Karlóvasi se derrumbó parcialmente, además 30 edificios colapsaron y otras 150 infraestructuras resultaron dañadas. En la provincia de Quíos hubo daños menores, mientras que en la isla Fourni Korseon no se reportaron daños.

## Reacciones internacionales

### Países
- Francia: El ministro del Interior francés, Gérald Darmanin, debido al terremoto que azotó a Turquía y Grecia declaró que estaban dispuestos a ayudar a los países afectados y que si es necesario «la ayuda se entregará a la región de inmediato».[18]
- Israel: El ministro de Defensa de Israel, Benny Gantz, dijo que están preparados para enviar un equipo de búsqueda y rescate a la zona del terremoto y establecer un hospital de campaña.[19]
- Pakistán: El Ministerio de Relaciones Exteriores de Pakistán dijo «Nuestra gente está siempre con nuestros hermanos turcos. Somos solidarios. Nuestras oraciones están con ustedes».[20]
- Reino Unido: El embajador de Reino Unido, Dominick Chilcott, transmitió un mensaje de condolencia «Éste es un momento difícil para Turquía».[21]